# Sultanaat Habr Yunis
Het sultanaat Habr Yunis (Somalisch: Saldanadda Habar Yoonis, Arabisch: سلطنة هبر يونس) was in de 18e en 19e eeuw een Somalisch land in de Hoorn van Afrika. Het omvatte de gebieden van de Habr Yunis, een Somalische clan die deel uitmaakt van de Isaaq.  
Het sultanaat ontstond in de tweede helft van de 18e eeuw als afsplitsing van het sultanaat Isaaq onder sultan Sugulle Ainanshe. Zijn opvolger Deria Sugulle Ainanshe maakte Wadhan tot hoofdstad. Wadhan was gelegen aan een belangrijke karavaanroute richting Berbera aan de Golf van Aden. De handel die via deze route plaatsvond was een belangrijk bron van inkomsten voor het sultanaat. 
Deria Sugulle werd in 1854 opgevolgd door zijn kleinzoon Hersi Aman. Onder diens leiding vonden oorlogen plaats tegen de Darod, een andere Somalische clan. Ondanks zijn successen in de strijd tegen de Darod, waarbij nieuwe gebieden werden veroverd, leidde het toch tot de ondergang van Hersi Aman. Andere fracties binnen zijn eigen clan raakten bezorgd om de groeiende macht van de sultan, hetgeen leidde tot een conflict waarbij de sultan werd gedood. 
De dood van de sultan in 1879 en het daaropvolgende conflict leidde tot een splitsing van het sultanaat, waarbij Awad Deria regeerde vanuit Barao en Nur Ahmed Aman vanuit Oodweyne. Awad werd in 1892 gedood en uiteindelijk wist Nur Ahmed Aman het land onder zijn heerschappij kortstondig te verenigen.
Aan het eind van de 19e eeuw hadden de Britten een protectoraat opgericht (Brits-Somaliland) in de regio rond Berbera, dat ze op de Egyptenaren hadden veroverd. De strijd van de Somaliërs tegen de Britten leidde tot de opkomst van de Derwisjbeweging. Sultan Nur Ahmed Aman sloot zich in 1899 aan bij de Derwisjbeweging en wist de oostelijke clans achter zich te krijgen, terwijl de westelijke clans Nurs rivaal Madar Hersi erkenden als nieuwe sultan. Dit leidde het einde van het sultanaat in. Nur Ahmed Aman stierf in 1907, terwijl het westelijke deel door de Britse invloed feitelijk een onderdeel was geworden van Brits-Somaliland. 
Het sultanaat bleef wel in naam bestaan. Sinds 1979 is Osman Ali de sultan van Habr Yunis. 